# Shoguna chlorotica
Shoguna chlorotica es una especie de coleóptero de la familia Monotomidae.

## Distribución geográfica
Habita en Madagascar.